# Rieschweiler-Mühlbach
Rieschweiler-Mühlbach är en kommun i Landkreis Südwestpfalz i förbundslandet Rheinland-Pfalz i Tyskland. Kommunen bildades 7 juni 1969 genom en sammanslagning av kommunerna Mühlbach och Rieschweiler.
Kommunen ingår i kommunalförbundet Verbandsgemeinde Thaleischweiler-Wallhalben tillsammans med ytterligare 19 kommuner.